# Bengalisches Feuer

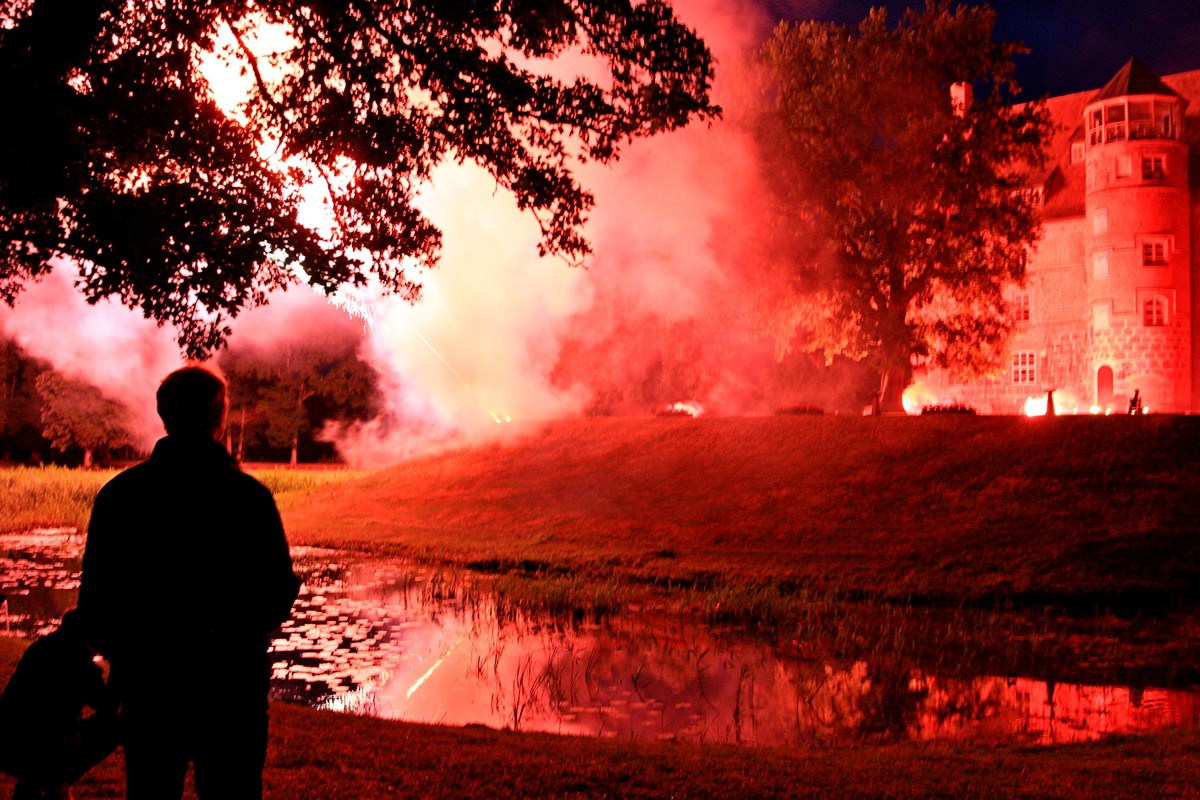
Bengalisches Feuer am Schloss Ulrichshusen

Bengalisches Feuer (bengalisches Licht, bengalische Flamme oder kurz Bengalo) ist ein Effekt der Pyrotechnik unter Benutzung eines weißen oder farbigen pyrotechnischen Satzes. Die Flammenfärbung ist abhängig von dem verwendeten Metall, das dem Brennstoff zugemengt ist. Charakteristisch für bengalisches Feuer sind ein greller Lichtschein und eine intensive Rauchentwicklung, wobei es auch möglich ist, Flammen mit wenig Rauchentwicklung zu erzeugen.
Eine Miniaturversion dieses Effekts ist das bengalische Streichholz. Es gehört zum Kleinstfeuerwerk und ist besonders in Deutschland beliebt.

## Begriffsgeschichte
Der Begriff bengalisch ist abgeleitet von dem Namen der historischen Region Bengalen (heute Bangladesch und der indische Bundesstaat Westbengalen). Die dortigen Fürstenhöfe wurden durch bunte Lichter beleuchtet, die durch chemische Reaktionen erzeugt wurden. Ursprünglich verstand man unter dem Begriff bengalisches Feuer nur das Licht zur glänzenden Beleuchtung eines Gegenstandes. Zur Erzeugung des Lichts wurden Schwefel, das Nitrat Salpeter und das Mineral Realgar verwendet.

## Gefährdungspotenzial

Schematischer Aufbau einer bengalischen Fackel

Bei der Verwendung von Handfackeln wird unter anderem Magnesium verbrannt; dabei entsteht eine Flamme mit einer Temperatur zwischen 1600 und 2500 °C. Verletzungen durch Verbrennung können auch hervorgerufen werden, wenn ein direkter Kontakt mit dem Feuer gar nicht zustande kommt. Die intensive Lichterscheinung kann bei direktem Blickkontakt zu massiven Blendwirkungen führen.
Ersticken der Flamme mit Sand, Löschen mit Wasser oder Feuerlöschern ist oft nicht möglich. Brandschutzhersteller bezeichnen als sicherste Methode die Verwendung eines Löschmittels auf Gelbasis, das durch eine starke Abkühlung Weiterentzündung verhindert. Das Kartongehäuse und die Schlacke – bei Fackeln meist tropfend – sind noch lange Zeit so heiß, dass sie auch bei kurzer Berührung erhebliche Verbrennungen verursachen können.
Die Fackeln entwickeln sehr dichten und intensiven Rauch, der zu Sichtbehinderungen und innerhalb großer Menschenmengen zu panikartigem Verhalten führen kann. Das Einatmen des Rauchs sollte aus Gesundheitsgründen vermieden werden. Jedoch gibt es (Stand 2014) keine belastbaren Studien zur Gesundheitsgefährdung durch den Rauch.

## Verwendung

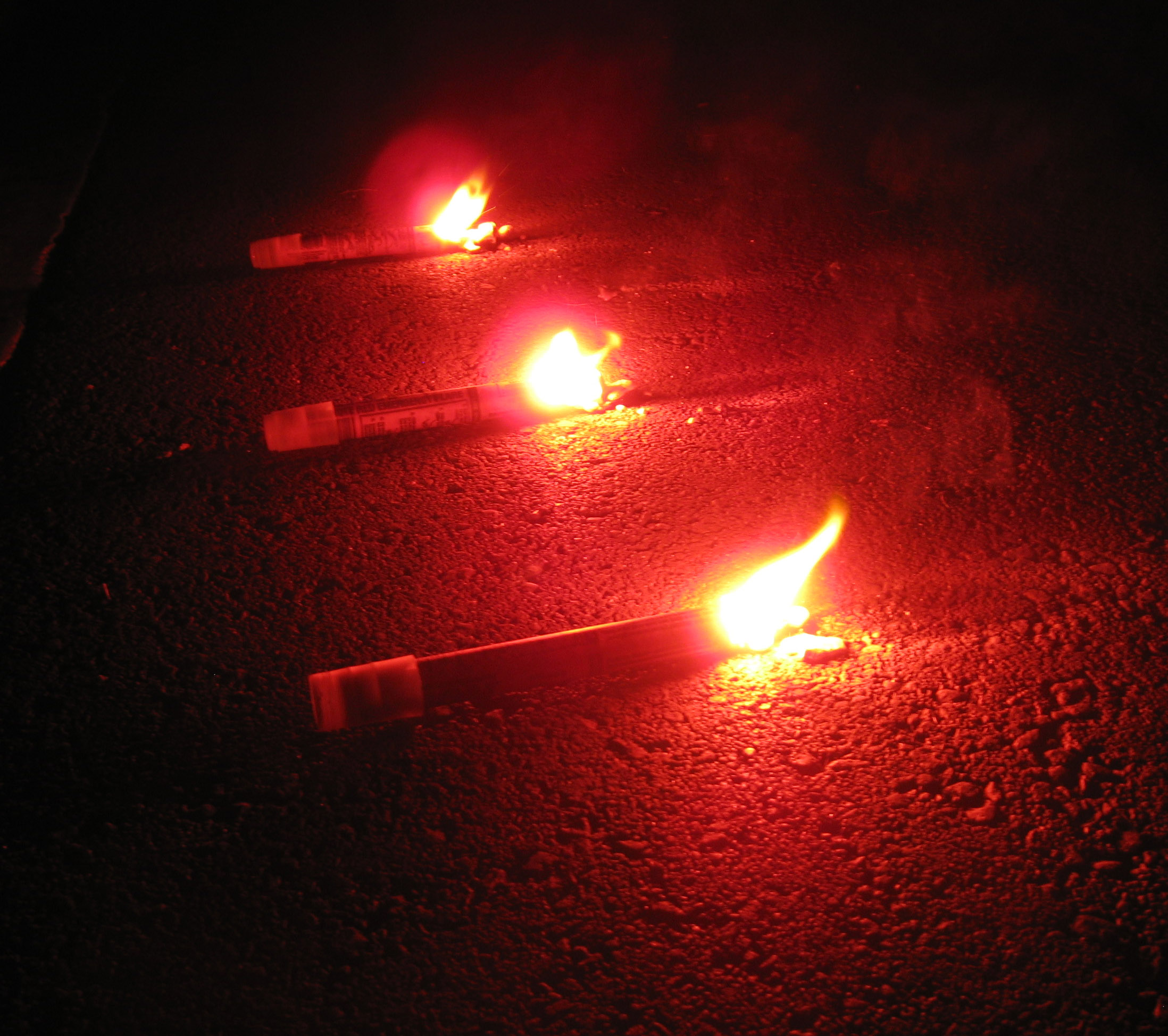
Bengalisches Feuer (Starklicht-Handfackeln) als Warnsignale

Bengalische Feuer werden meist in Form von Fackeln – zum Teil in Kombination mit Rauchsätzen – im Barockfeuerwerk, für Lichterbilder, bei pyrotechnischen Beleuchtungen, in Fußballstadien, bei Freiluftkonzerten oder auch als Warnsignal und (See-)Notsignal verwendet.

### Bengalische Feuer beim Fußball

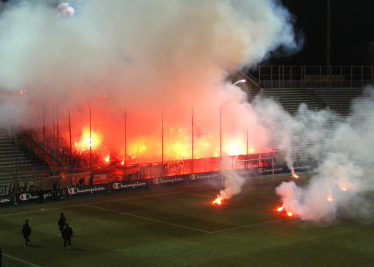
Bengalisches Feuer beim UEFA-Pokal-Spiel FC Parma–VfB Stuttgart 2005

Etwa seit den 1980er-Jahren werden bengalische Feuer von Fußballfans als optisches Stilmittel in Stadien entzündet. Wegen der Verletzungsgefahren hat es in vielen Ländern Verschärfungen der Rechtslage gegeben. Viele Fußballverbände, darunter auch der Weltfußballverband FIFA und der europäische Fußballverband UEFA, verhängen für das Entzünden von Pyrotechnik hohe Geldstrafen gegen die beteiligten Vereine, die etwa in Deutschland auch auf die Verursacher umgelegt werden können.
- Deutschland: In allen Sportstadien ist die Verwendung von bengalischen Feuern durch die Stadionordnung bzw. die Versammlungsstättenverordnung (z. B. in Bayern durch § 35 Abs. 2 VStättV) untersagt. Wer bengalisches Feuer ins Stadion schmuggelt oder entzündet, dem droht ein bundesweites Stadionverbot. Die Verwendung von bengalischen Feuern in Sportstätten stellt zudem eine Ordnungswidrigkeit dar und kann abhängig von den Umständen auch als Straftat wie versuchte gefährliche Körperverletzung verfolgt werden.[9] Die Polizei bildet seit dem Jahr 2012 Spürhunde zum Aufspüren pyrotechnischer Gegenstände aus, um das Schmuggeln von bengalischem Feuer in Stadien zu verhindern.[10] Der Deutsche Fußball-Bund und die Deutsche Fußball Liga lehnen eine Änderung der bestehenden Regeln unter Hinweis auf Sicherheitsaspekte ab.[11]
- Österreich: Am 13. Oktober 2009 beschloss die Bundesregierung mit Blick auf Geschehnisse bei Fußballveranstaltungen eine Novelle des Pyrotechnikgesetzes von 1974. Das Pyrotechnikgesetz 2010 trat am 4. Januar 2010 in Kraft.[12] Betroffen sind pyrotechnische Gegenstände mit Knalleffekten sowie alle Erzeugnisse, die chemische Stoffe beinhalten, welche Bewegungs-, Licht-, Rauch-, Nebel-, Druck- oder Reizwirkungen hervorrufen (also auch bengalisches Feuer). Ausnahmegenehmigungen sind jedoch möglich.
- Schweiz: Am 1. Januar 2010 trat das „Hooligan-Konkordat“[13] in Kraft.[14] Es ermöglicht staatliche Maßnahmen gegen Gewalttäter im Umfeld von Sportveranstaltungen und definiert unter anderem das Mitführen und die Verwendung von Pyrotechnik als Gewalt im Sinne des Konkordats.[15]

In Norwegen und den USA gab es mitunter schon 2005 einzelne Bereiche in Stadien, in welchen nach vorheriger Anmeldung bestimmte Arten von Pyrotechnik kontrolliert abgebrannt werden durften.

## Vorschrift
Nach dem UN-Nummernsystem werden pyrotechnische Fackeln als Explosivstoffe der Klasse 1.4 eingestuft.